# Garnki
Garnki (deutsch Garchen) ist ein Dorf in der Woiwodschaft Westpommern in Polen. Es gehört zur Gmina Karlino (Gemeinde Körlin)  im Powiat Białogardzki (Belgarder Kreis).

## Geographische Lage
Das Dorf liegt in Hinterpommern, etwa 105 km nordöstlich von Stettin und etwa 25 km südöstlich von Kolberg. 

## Geschichte
Das Dorf wurde wohl um 1300 im Herzogtum Pommern während der Deutschen Ostsiedlung in der Form eines Sackgassendorfes angelegt. Wahrscheinlich befand sich hier eine Furt über das Krumme Wasser (Pokrzywnica), einen Nebenfluss der Persante. Das Dorf wurde erstmals in einer Urkunde aus dem Jahre 1421 erwähnt. 
Garchen war im Besitz der Bischöfe von Cammin. Nach der Reformation gehörte Garchen zum Amt Körlin. Auf der Großen Lubinschen Karte des Herzogtums Pommern von 1618 ist der Ort als „Jarchen“ eingetragen. 
In Ludwig Wilhelm Brüggemanns Ausführlicher Beschreibung des gegenwärtigen Zustandes des Königlich-Preußischen Herzogtums Vor- und Hinterpommern (1784) ist Garchen unter den Dörfern des Amtes Körlin aufgeführt. Garchen lag damals „auf der Poststraße von Schievelbein nach Cörlin“. Damals gab es in Garchen einen Freischulzen, neun Bauern, einen Kossäthen und ein Schulhaus, insgesamt 15 Haushaltungen („Feuerstellen“).
Zu Garchen gehörte eine Wassermühle am Krummen Wasser. Der Eintrag „Mole“ auf der Großen Lubinschen Karte des Herzogtums Pommern von 1618 dürfte auf diese Wassermühle zu beziehen sein. Bei Ludwig Wilhelm Brüggemann (1784) ist die „Papiermühle zu Garchen“ unter den Mühlen des Amtes Körlin aufgeführt.
Um 1900 wurden vier Bauernstellen in der Feldmark von Garchen angelegt. 
Die Landgemeinde Garchen lag bis 1872 im Kreis Fürstenthum und kam mit dessen Aufteilung zum Kreis Kolberg-Körlin. Das Gemeindegebiet umfasste zwischen 505 Hektar (Stand 1864) und 507 Hektar (Stand 1925). 
Mit der Auflösung der Gutsbezirke in Preußen wurde im Jahre 1929 der benachbarte Gutsbezirk Schwartow in die Landgemeinde Garchen eingegliedert. Das Gemeindegebiet wuchs damit auf 1029 Hektar. Zur Gemeinde gehörte vor 1945 neben Garchen nur der Wohnplatz Schwartow.
1945 kam Garchen, wie ganz Hinterpommern, an Polen. Die Einwohner flohen und wurden vertrieben. Der Ortsname wurde zu „Garnki“ polonisiert. Heute gehört der Ort zur Gmina Karlino (Gemeinde Körlin), in der er ein eigenes Schulzenamt bildet.

## Entwicklung der Einwohnerzahlen
- 1816: 098 Einwohner[5]
- 1855: 150 Einwohner[5]
- 1885: 194 Einwohner[5]
- 1905: 204 Einwohner[5]
- 1919: 198 Einwohner[5]
- 1933: 330 Einwohner, mit Schwartow[5]
- 1939: 300 Einwohner, mit Schwartow[5]